# Michael Matz (General)

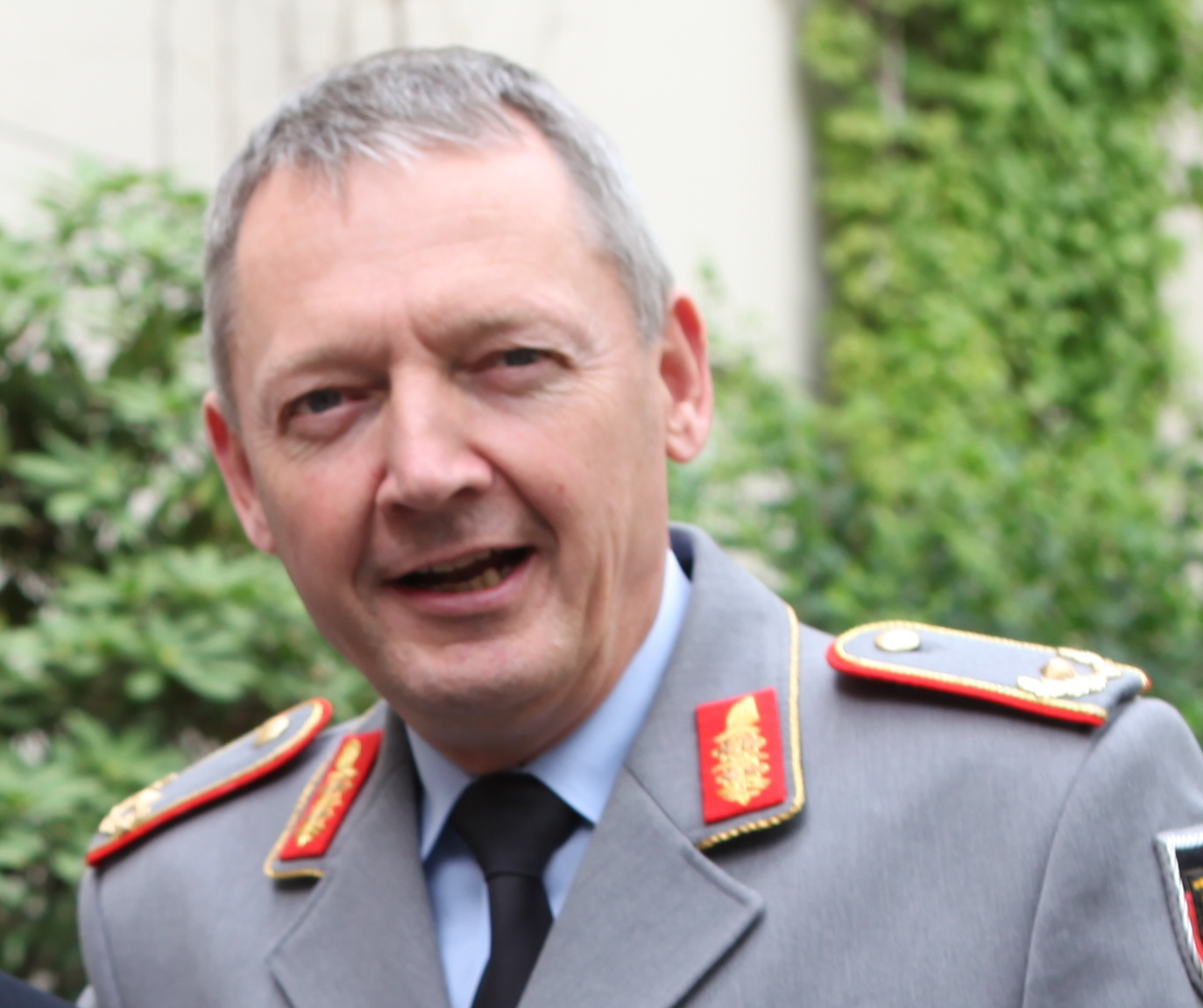
Michael Matz, 2015

Michael Matz (* 7. August 1959 in Wesselburen, Dithmarschen) ist ein Brigadegeneral außer Dienst des Heeres der Bundeswehr und war zuletzt Kommandeur der Infanterieschule sowie General der Infanterie.

## Werdegang

### Ausbildung und erste Verwendungen
Beförderungen
- 1984 Leutnant
- 1987 Oberleutnant
- 1990 Hauptmann
- 1994 Major
- 1998 Oberstleutnant
- 2009 Oberst
- 07/2012 Brigadegeneral

Matz diente ab 1979 im Jägerbataillon 381 in der Briesen-Kaserne in Flensburg. Zwischen 1981 und 1984 studierte er Wirtschafts- und Organisationswissenschaften an der Universität der Bundeswehr Hamburg. Diesem folgte in der Zeit von 1988 bis 1989 die Verwendung als Zugführer beim Jägerbataillon 66 in Hamburg-Wentorf und im gleichen Verband 1989 als S2-Offizier für Militärisches Nachrichtenwesen. Danach führte er die 2. Kompanie des Jägerbataillons von 1989 bis 1992 als Kompaniechef und in zweiter Verwendung als Kompaniechef der Unteroffizierlehrkompanie (7./PzGrenBtl 162) am Standort. Ab 1993 folgte ein Wechsel als G2-Stabsoffizier für Militärische Sicherheit im Deutschen Anteil des V. US-Korps in Heidelberg, und ab 1993 als S2-Offizier in der Panzergrenadierbrigade 16 „Herzogtum Lauenburg“.

### Dienst als Stabsoffizier
1994 nahm er am Infantry Officer Advance Course in Fort Benning, Georgia/USA teil und setzte 1996 mit dem internationalen Generalstabsoffizierlehrgang an der Führungsakademie der Bundeswehr seine Ausbildung fort, wo er zum Offizier im Generalstabsdienst ausgebildet wurde. Von 1997 bis 2001 erfolgte die Verwendung als G4-Stabsoffizier in der Panzerbrigade 18 „Holstein“ in Neumünster.
Von 1998 bis 1999 wurde Matz im Auslandseinsatz als Chief G2 Plans im NATO-Hauptquartier in Sarajewo (Bosnien und Herzegowina) eingesetzt.
Zurückgekehrt nach Deutschland unterrichtete er als Hörsaalleiter an der Panzertruppenschule in Munster. Von 2002 bis 2004 folgte als Oberstleutnant die Ernennung zum Kommandeur Panzergrenadierbataillon 401 in Hagenow. Im Anschluss folgte 2004 ein weiterer Auslandseinsatz als Kommandeur eines ORF-Bataillons (Operational Reserve Forces) des 8. Einsatzkontingentes KFOR im Kosovo und bis 2006 als Kommandeur Wachbataillon beim Bundesministerium der Verteidigung in Berlin.
Von 2006 bis 2009 diente Matz als Referent im Führungsstab des Heeres im Bundesministerium der Verteidigung in Bonn. Von 2010 bis 2012 leitete Matz das Gefechtsübungszentrum Heer auf dem Truppenübungsplatz Altmark bei Gardelegen.

### Einsatz in Afghanistan
In der Zeit von 2009 bis 2010 kommandierte Matz das luftbewegliche Jägerregiment 1 in Schwarzenborn. Für den Einsatz in Kundus (überwiegend Rettungseinsätze und Evakuierungsaktionen) ging eine schrittweise, sechsmonatige Vorbereitung in Schwarzenborn und Hammelburg voran. Der dritte Auslandseinsatz fand in den Jahren 2009/2010 mit der Quick Reaction Force IV (schneller Eingreifverband) in Afghanistan statt. In den Wintermonaten 2012 bereitete Brigadegeneral Matz die Gebirgsjägerbrigade 23 im Joint Force Training Centre der NATO in Bydgoszcz bei Posen in Polen auf einen weiteren Einsatz in Afghanistan vor. Der Schwerpunkt der Ausbildung lag bei Sicherheitsmaßnahmen gegen Sprengfallen und Landminen, Verhalten bei Hubschrauberabstürzen, dem Bergen von Verletzten, sowie der Ausbildung von afghanischen Sicherheitskräften.
In dieser Phase wurden außerdem virtuelle Vorbereitung für die Rückverlegung deutscher Streitkräfte getroffen. Brigadegeneral Matz hatte ab Februar 2013 im Regionalkommando Nord in Masar-e Scharif die Verantwortung für Planung und Koordination militärischer Einsätze in diesem Abschnitt sowie dem Aufbau afghanischer Militär- und Polizeieinheiten. In seiner Funktion als „Deputy Chief of Staff“ erklärte Matz sein Aufgabenfeld:

„Wir müssen den Spagat zwischen Unterstützung der afghanischen Sicherheitsorgane, beginnender Truppenreduzierung und der Rückverlegung von Material in unseren Planungen berücksichtigen.“

Das Unterfangen wurde bislang als Erfolg gewertet. Der Außenstützpunkt „OP North“ wurde südlich von Kundus fertiggestellt. Matz verglich die Situation mit seinem Einsatz im Jahr 2010 in Baghlan:

„Es gibt zwar immer noch Angriffe durch Taliban. Aber wir haben die Lage im Griff. Unsere sogenannten ‚Hot Spots‘, wo wir mit Angriffen rechnen müssen, sind nicht größer geworden.“

### Dienst als General

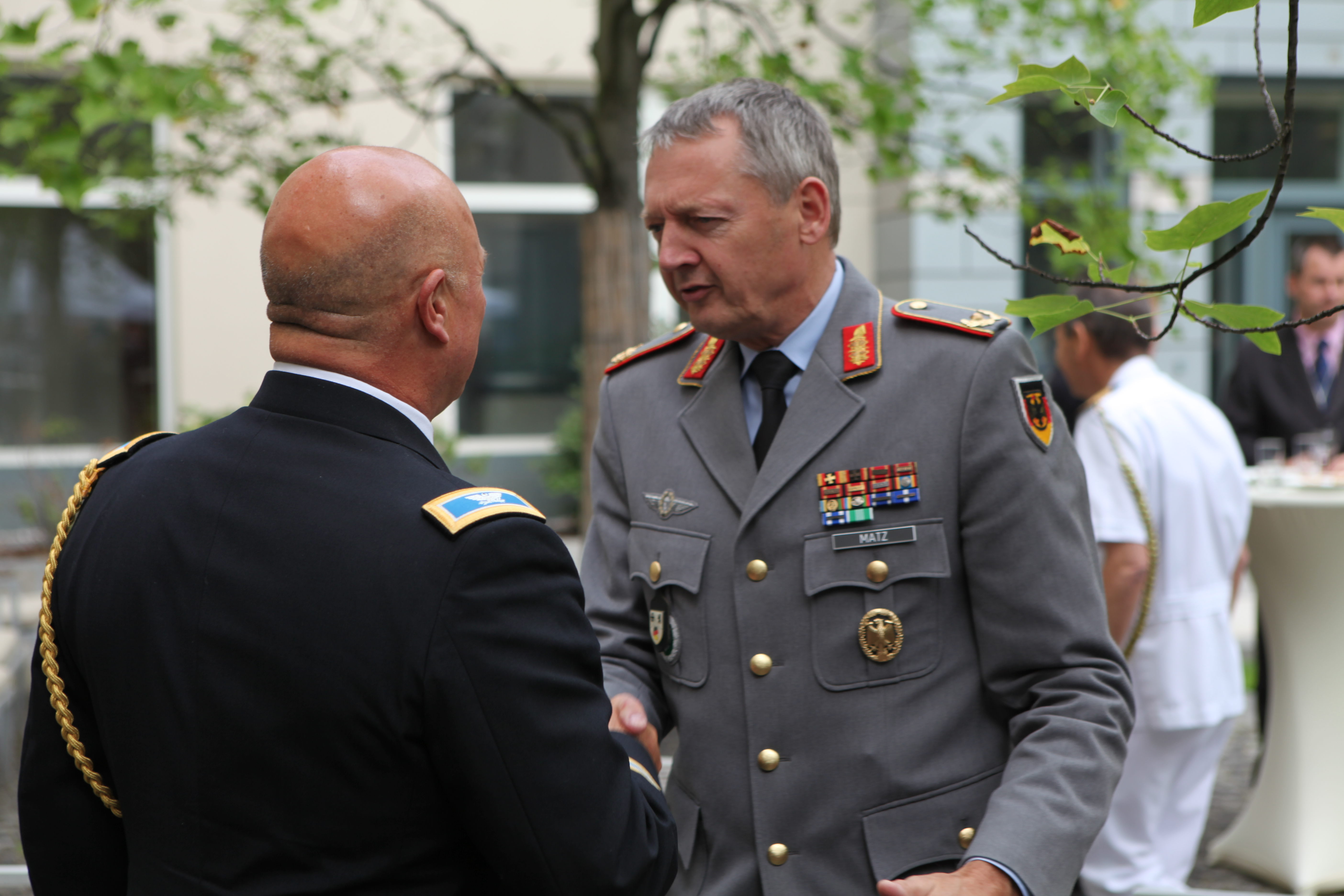
Michael Matz (2015)

Am 16. Mai 2012 löste Matz seinen Vorgänger Brigadegeneral Johann Langenegger als Kommandeur der Gebirgsjägerbrigade 23 in Bad Reichenhall ab. Auf diesem Dienstposten wurde er zum Brigadegeneral befördert, und das Kommando zum 29. Januar 2015 an seinen Nachfolger Oberst Alexander Sollfrank ab. Am 18. Februar 2015 übernahm er den Dienstposten als General für Standortaufgaben Berlin im Kommando Territoriale Aufgaben der Bundeswehr von Peter Braunstein. Diesen Dienstposten übergab er zum 1. Januar 2017 an Oberst Andreas Henne. Von 16. Februar 2017 bis 7. März 2019 war Matz stellvertretender Divisionskommandeur und Kommandeur Divisionstruppen der 1. Panzerdivision in Oldenburg. In dieser Verwendung war er auch designierter Kontingentführer Land/Luft NATO Response Force (NATO-Reaktionsstreitkräfte) 2018/2020. Den Dienstposten als stellvertretender Divisionskommandeur übergab er an Brigadegeneral Dieter Meyerhoff und wurde am 21. März 2019 als Nachfolger von Brigadegeneral Andreas Hannemann Kommandeur der Infanterieschule und General der Infanterie in Hammelburg. Am 21. März 2025 wurde das Kommando an seinen Nachfolger Andreas Steinhaus übergeben und mit Ablauf des 31. März 2025 trat Matz in den Ruhestand.

### Auszeichnungen
- Ehrenkreuz der Bundeswehr in Bronze
- Army Commendation Medal (USA)
- Einsatzmedaille der Bundeswehr SFOR
- NATO-Medaille SFOR
- Ehrenkreuz der Bundeswehr in Gold
- Einsatzmedaille der Bundeswehr KFOR in Bronze
- NATO-Medaille KFOR
- Einsatzmedaille der Bundeswehr ISAF in Bronze
- NATO-Medaille ISAF
- Einsatzmedaille Gefecht

## Privates
Matz ist verheiratet und hat zwei erwachsene Söhne.